# Baba Novac
Baba Novac (n. 1521, Insulele Poreci, Imperiul Otoman – d. 5 februarie 1601, Cluj, Principatul Transilvaniei; pronunție [ pron. ba-ba no-vac ] de la babà = „tată” în turcă) a fost un haiduc mercenar timocean, luptător consecvent contra Imperiului Otoman, căpitan al oștii de haiduci din armata lui Mihai Viteazul. Este erou național al Serbiei și respectat ca personalitate militară în România. În 1601, aflat în solie, este arestat de autoritățile (Dieta) maghiare din Cluj, judecat sub acuzația de trădare, condamnat la moarte și ars pe rug în cetatea Clujului.

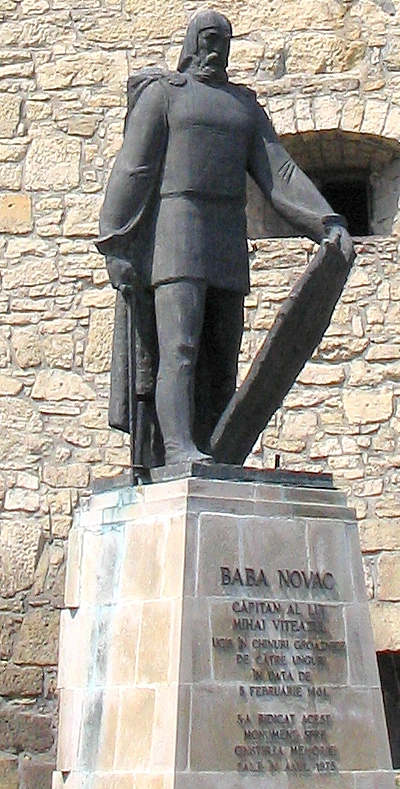
Statuia lui Baba Novac, în dreptul Bastionului croitorilor din Cluj, autor Virgil Fulicea

## Viața
S-a născut în anii 1520, în Imperiul Otoman, in regiunea Timoc, în satul Poreci (Poreč) (actual Donji Milanovac), strămutat pe malul Dunării, aproape de Cetatea Severinului din mamă româncă (din familia Basarabilor)  și tată român timocean . A urmat cursurile școlii de la mănăstirea din Poreč, ajungând să vorbească fluent slavona veche. Vorbea, de asemenea, românește și grecește. Baba Novac a fost un vajnic luptător împotriva otomanilor, haiduc în Serbia, apoi în Oltenia, a intrat în slujba lui Mihai Viteazul, în timpul atacului armatei lui Mihai asupra garnizoanei turcești din Ada Kaleh și i-a rămas fidel până la moarte.
Prima sa misiune, care l-a ridicat în rândul celor mai apreciați oameni ai lui Mihai Viteazul, a fost incursiunea din primăvara anului 1595 când în fruntea a 700 de haiduci a trecut Dunărea, a înaintat pâna la munții Balcani, ca să aștepte oastea turcească condusă de Hasan Pașa care trecea munții pentru a-l întâlni la Sofia pe sultan. Baba Novac a atacat această oaste punându-l pe fugă pe Hasan și luând căruțele și caii, armele și toată comoara. După această victorie Baba Novac primește cinstea voievodului care îl are aproape de sine în toate luptele. Astfel, îl găsim alături în bătălia din 18/28 octombrie 1599 la Șelimbăr, unde nemaiavând răbdare să aștepte tratativele începute între episcopul Malaspina, sol al cardinalului Andrei Bathory și Mihai, atacă prin surprindere, contribuind la victoria obținută de Mihai. A fost descris împăratului Rudolf al II-lea ca unul dintre cei mai apreciați ostași.
În anul 1600, Baba Novac este trimis de Mihai în Banat, în părțile Lipovei, unde este victorios în mai multe lupte. Apoi îl însoțește în Moldova, unde Mihai îi încredințase urmărirea lui Ieremia Movilă. Baba Novac ocupă teritoriul Moldovei și instalează o garnizoană în orașul Iași. În tot timpul campaniei, rapoartele comisarilor împăratului Rudolf al II-lea ni-l arată pe Baba Novac ca pe unul dintre cei mai apreciați ostași. Urmează cucerirea teritoriului până la Camenița și Hotin. A luptat alături de Mihai Viteazul în lupta de la Mirăslău, apoi în 9-19 septembrie 1600 în fruntea unui detașament din apropiere de Ploiești, la Năieni, reușind să întârzie cu zece zile înaintarea polonezilor, luptă apoi la Sărata, Năieni, pe 20 octombrie la Bucov, pe Teleajen, ca la sfârșitul lunii noiembrie să se afle la Curtea de Argeș.

## Sfârșitul
În timp ce se afla cu o solie, Baba Novac a fost arestat de Dieta din Cluj (formată din aristocrația maghiară) și condamnat la moarte în Cluj, fiind executat prin ardere pe rug la data de 5 februarie 1601. O statuie a lui Baba Novac se găsește în dreptul Bastionului croitorilor din Cluj.
La 5 februarie 1601, ora 10 a.m. Baba Novac a fost ars pe rug, după care trupul i-a fost tras în țeapă și expus în dreptul fortificației orașului. Baba Novac a fost arestat de Ștefan Csaky, unul dintre conducătorii grupării nobiliare care urmărea răsturnarea situației politice din Transilvania. S-a păstrat și consemnarea cheltuielilor făcute cu execuția: "am dat țiganilor pentru că au schingiuit, au torturat, au fript și au tras în țeapă pe Baba Novac și pe preotul fl. 7 d. 50 s...t Am plătit pentru Baba Novac și preotul, celor 2 călăi fl. 3. Am plătit lui Luca aciul (lemnarul), pentru că a cioplit țeapa pentru Baba Novac fl. 2".
Execuția a avut loc în prezența autorităților, nobililor și a generalului mercenar Gheorghe Basta care urmărise execuția de la fereastra unei case din piața orașului punându-l apoi în țeapă pe Drumul Feleacului, pe locul numit azi Piața Baba Novac.
La câteva zile după lupta de la Guruslău (3 august 1601), Mihai Viteazul se întoarce biruitor spre orașul Cluj. Aflând locul unde a fost tras în țeapă Novac, Mihai Viteazul pune un steag în amintirea bravului ostaș și haiduc. În jurul moșiei dăruite lui Baba Novac de către Mihai Viteazul s-a dezvoltat cartierul craiovean Brazda lui Novac.
Fiii săi (Novăceștii), au fost la rândul lor aprigi luptători antiotomani. A avut un frate, Radovan, și mai mulți fii, dar cu fiul cel mare, Gruia Novac (despre care s-au scris atâtea balade și s-au țesut atâtea legende), a apucat să haiducească și să lupte împreună.

## Memoria

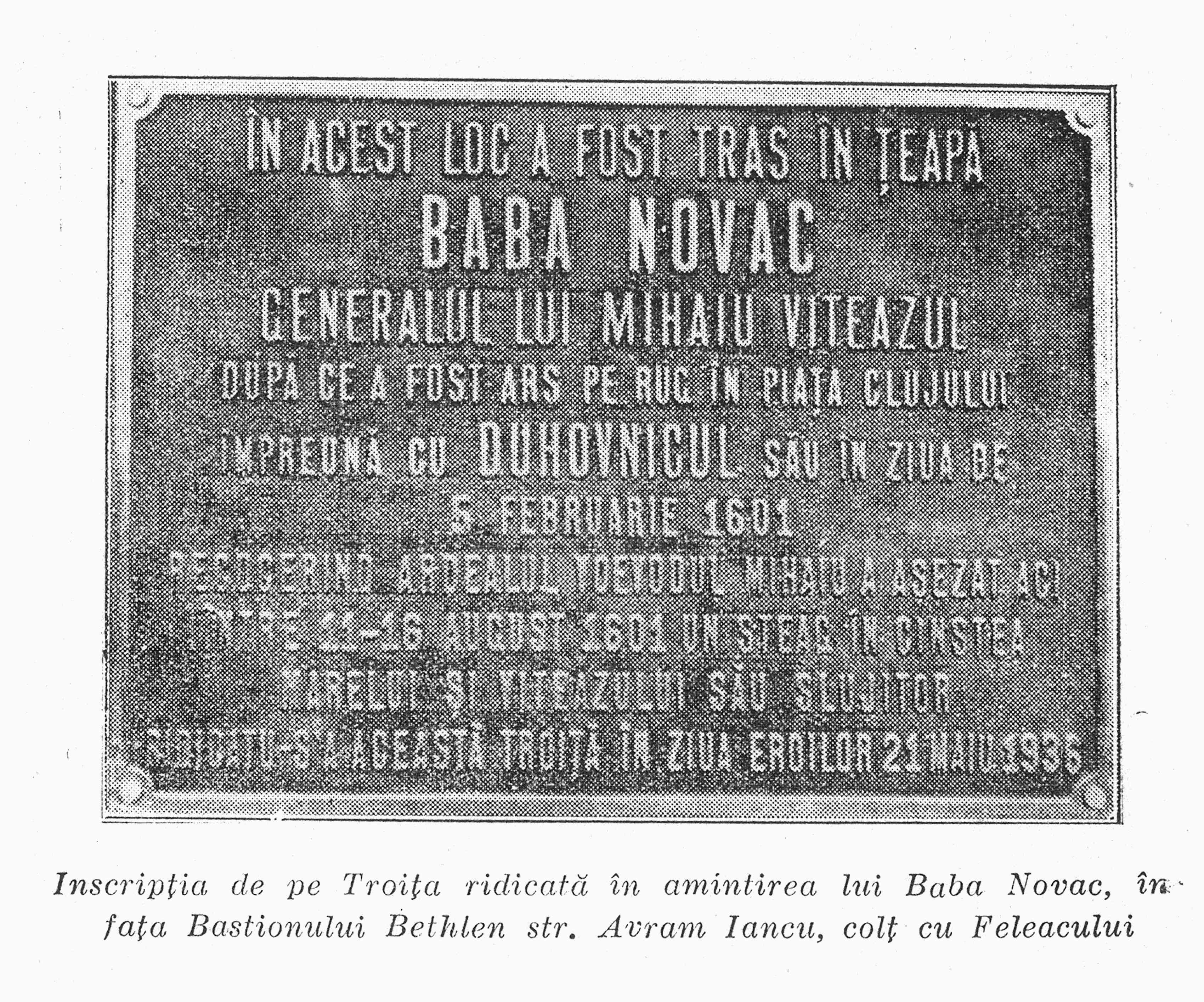
Plăcuța montată în 1936 (azi înlocuită cu statuia lui Baba Novac)

În anul 1936 a fost ridicată la Cluj o troiță pe locul în care fusese expus trupul neînsuflețit al mercenarului sârb. Aceasta purta inscripția: "În acest loc a fost tras în țeapă Baba Novac generalul lui Mihai Viteazul, după ce a fost ars pe rug în Piața Clujului împreună cu duhovnicul său în ziua de 5 februarie 1601. Recucerind Ardealul Voevodul Mihaiu a așezat aci între 11-16 august 1601 un steag în cinstea marelui și viteazului său slujitor. Ridicatu-s'a această troiță în Ziua Eroilor 21 Maiu 1936."
În anul 2005, formația Phoenix lansează albumul Baba Novak, care conține melodia omonimă, dedicată cunoscutului haiduc. Piesa a fost compusă de Nicolae Covaci în jurul anului 1980 și inițial s-a numit „The Tale of Baba Novak”, având versuri în limba engleză, scrise de John Lodge (basistul formației The Moody Blues). Pe albumul menționat a apărut varianta cu textul în limba română, scris de Călin Angelescu.